# Южная площадь (Томск)
Ю́жная пло́щадь — одна из главных площадей Томска.
На площади сходятся улицы Красноармейская, Предвокзальная, 19-й Гвардейской Дивизии, Мокрушина и Богашёвский и Коларовский тракты. Все находящиеся на площади здания и сооружения приписаны к этим улицам.
Южная площадь — крупный транспортно-пересадочный узел, на площади заканчиваются маршруты нескольких городских автобусов, трамваев № 2, 4, и 5, троллейбуса № 3, имеются троллейбусное и трамвайное кольцо.
В районе площади расположены учебные корпуса и общежития томских вузов: ТУСУР, ТГУ и др.
По названию площади весь окрестный район называется Южная. Иногда с Южной путают Транспортную площадь, находящуюся в 200 м на северо-запад по Красноармейской улице, в месте примыкания к ней улиц Нахимова и Елизаровых.

## История
В 1895 году на переезде у Южной площади было освящено начало строительства железной дороги от станции Тайга до Томска.
В 1966 году была связана трамвайным сообщением с вокзалом Томск-1 и Лагерным садом. Позже трамвайный путь до Лагерного сада был разобран.
После открытия нового томского аэропорта Богашёво 6 ноября 1967 года через площадь пролегли следующие в аэропорт и обратно транспортные потоки.
В 1970-х годах, после строительства разворотного троллейбусного кольца и начала Богашёвского тракта в обход 1-го (Мокрушинского) и 2-го железнодорожных переездов, площадь приобрела современный вид.

В 1989—1990 годах между Южной площадью и деревней Аникино археологом А. Гаманом был раскопан археологический объект с мощностью культурного слоя 6,7 метра, насыщенный угольками, кальцинированными и обожжёнными косточками, рубленными костями лошадей и фрагментами деревянного сруба[значимость факта?].

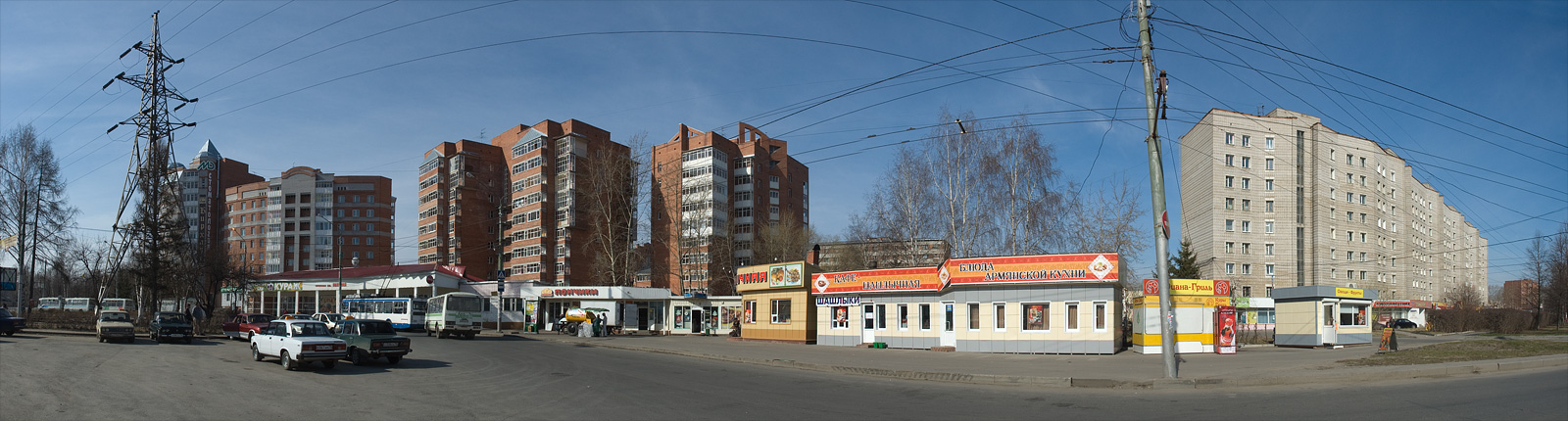